# Ishac Ould Ragel
 (juin 2023).
Ishac Ould Ragel né le 31 décembre 1941 à Boutilimit (Mauritanie) et décédé le 4 octobre 2006 à Paris 14e, est un homme d’État mauritanien.  
Premier mauritanien diplômé ingénieur de l’École des mines de Nancy (promotion 1966), il fut Ministre de l'Industrialisation et des Mines en 1974, puis Ministre des Mines et de l'Industrie de 1998 à 2001.  

## Diplômes
- Classes préparatoires au lycée St Louis - Paris.
- Licencié en Mathématiques Paris 6.
- Diplômé de l'école des mines de Nancy.

## Carrière professionnelle
- Ingénieur civil des Mines (1971)
- Directeur des Mines (1971-74)
- Ministre des Mines (1974-77)
- Directeur du port Autonome de Noukchott (1977-80)
- Directeur de la SMCPP (1980-84)
- Secrétaire Général du Ministère des Mines (1984-86)
- Directeur Général de la SAMIN (1987-88)
- Directeur Général de l'OMRG (1989-98)
- Ministre des Mines et de l'Industrie (1998-2001).